# 圣西尔德法维耶尔
圣西尔德法维耶尔（法語：Saint-Cyr-de-Favières，法語發音：[sɛ̃ siʁ də favjɛʁ]）是法国卢瓦尔省的一个市镇，位于该省中北部，属于罗阿讷区。

## 地理
圣西尔德法维耶尔（45°58'0"N, 4°5'41"E）面积14.11 平方千米，位于法国奥弗涅-罗讷-阿尔卑斯大区卢瓦尔省，该省份为法国中南部省份，北起顺时针与索恩-卢瓦尔省、罗讷省、伊泽尔省、阿尔代什省、上盧瓦爾省、多姆山省和阿列省接壤。
与圣西尔德法维耶尔接壤的市镇（或旧市镇、城区）包括：帕里尼、旺德朗日、科梅勒-韦尔奈、科尔代勒、诺镇、布瓦塞圣母村、圣普列斯特拉罗什。

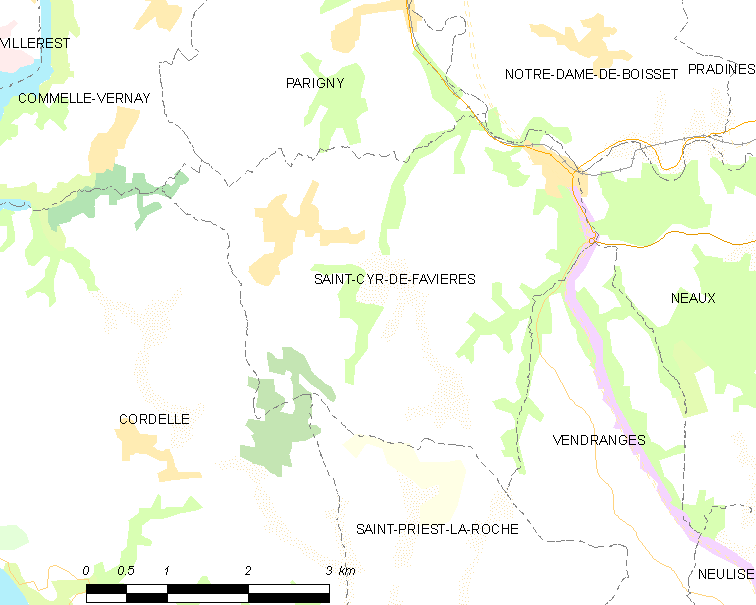
圣西尔德法维耶尔的OSM定位图

圣西尔德法维耶尔的时区为UTC+01:00、UTC+02:00（夏令时）。

## 行政
圣西尔德法维耶尔的邮政编码为42123，INSEE市镇编码为42212。

## 政治
圣西尔德法维耶尔所属的省级选区为勒科托县。

## 人口

1962-2008年间圣西尔德法维耶尔人口变化图示

圣西尔德法维耶尔于2022年1月1日时的人口数量为1028人。